# Мильва
Мари́я И́льва Биолька́ти (итал. Maria Ilva Biolcati; 17 июля 1939 года, Горо, провинция Феррара — 23 апреля 2021, Милан), более известная как Ми́льва (Milva) — итальянская певица, актриса и телевизионная ведущая.

## Биография
Мария Ильва Биолкати родилась в Горо, провинции Феррара в Италии.
В 1959 году Мильва победила в конкурсе новых вокалистов и была названа абсолютной победительницей из более чем семи тысяч участников. В 1960 году Мария Ильва записала свой первый 7" сингл с Cetra Records — песню «Milord» Эдит Пиаф. Её настоящий дебют состоялся в 1961 году на сцене музыкального фестиваля в Сан-Ремо.

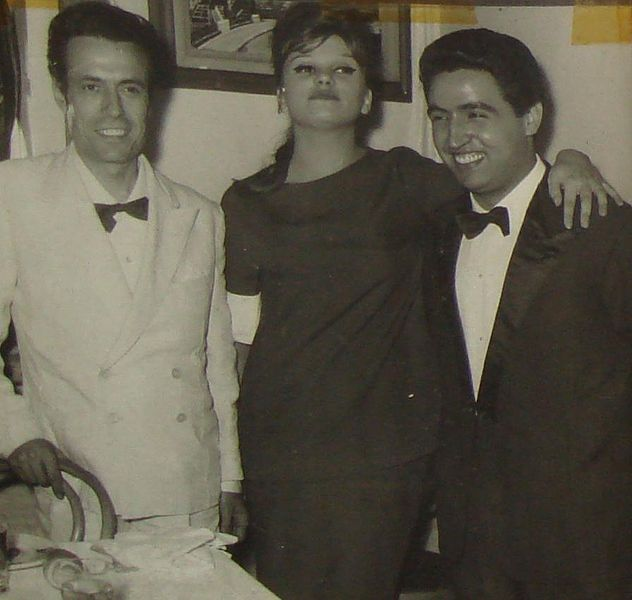
Сальваторе Мадзокко, Мильва и Марио Треви (1961)

В 1965 году знакомство с итальянским режиссёром Джорджо Стрелером привело к изменениям в её карьере: Стрелер помог ей развить сценические навыки и петь в итальянских театрах (в особенности в Piccolo Teatro в Милане), и Мильва начала исполнять качественно другой репертуар (песни итальянского движения сопротивления, песни из пьес Бертольта Брехта и т. д.). В последующие годы певица исполняла главную роль в «Трёхгрошовой опере» Джорджо Стрелера, которая демонстрировалась в нескольких городах Западной Европы. Альбомы Мильвы были сертифицированы как золотые и платиновые в Западной Германии.
В 1986 году советское Центральное телевидение совместно с итальянской телекомпанией «Rai 1» участии Муниципалитета города Сан-Ремо, Всесоюзной фирмы грамзаписи «Мелодия» и Ассоциации итальянских фирм звукозаписи представили в концертной студии «Останкино» советско-итальянскую программу «Цветы и песни Сан-Ремо в Москве» с участием звёзд советской и итальянской эстрады: Аллы Пугачёвой, Мильвы, Владимира Кузьмина, Эроса Рамаццотти, Лука Барбаросса, Джанни Надзаро, Дзуккеро, Флавии Фортунато, Энрико Руджери, клоун-мим-театра «Лицедеи» п/у Вячеслава Полунина и других. Вели концерт Мильва и Алла Пугачёва при участии переводчика Олега Шацкова. Организатором фестиваля был Джан Пьеро Симонтакки.
В 1993 году в Италии вышел компакт-диск «Il Volo Di Volodja», куда вошли переведённые на итальянский язык песни Владимира Высоцкого в исполнении артистов итальянской эстрады. Мильва записала для этого сборника песню «Cavalli Bradi» («Кони привередливые»).
В 2006 году артистка была награждена Орденом «За заслуги перед Федеративной Республикой Германия» первой степени. Высшие награды государства певица также получила на своей родине в Италии (Орден «За заслуги перед Итальянской Республикой», 2007) и во Франции (Орден почетного легиона, 2009).
К 2016 году Мильва выпустила 67 студийных и 13 «живых» альбомов, записала в общей сложности более тысячи двухсот песен на итальянском, французском, немецком, английском, испанском, японском, греческом, неаполитанском и корейском языках.
Певица скончалась 23 апреля 2021 года в Милане.

## Дискография

### Альбомы
- 14 Successi di Milva (1961)
- Milva canta per voi (1962)
- Milva — Villa (1962)
- Le Canzoni del Tabarin-Canzoni da Cortile (1963)
- Canti della libertà (1965)
- Milva (1966)
- Milva (1967)
- Milva-Villa live in Japan (1968)
- Tango (1968)
- Angeli in bandiera (1969)
- Un sorriso (1969)
- Milva singt Tangos deutsch und italienisch (1969)
- Ritratto di Milva (1970)
- Milva on Stage — Live in Tokyo at Serkey Hall (1970)
- Milva canta Brecht (1971)
- Dedicato a Milva da Энни Морриконе (1972)
- Love Feeling in Japan (Milva, Nippon no ai o utau) (1972)
- Milva in Seoul (Live, 1972)
- Sognavo, amore mio (1973)
- Sono matta da legare (1974)
- Libertà (1975)
- Milva canta Brecht. Volume 2 (1975)
- Auf den Flügeln bunter Träume (1977)
- Milva (1977)
- Canzoni Tra Le Due Guerre (1978, live)
- Von Tag zu Tag (1978, с Микисом Теодоракисом)
- La Mia Età (1979, с Микисом Теодоракисом)
- Was ich denke (1979)
- Wenn wir uns wiederseh’n (1979)
- Attens la vie (1980)
- La rossa (1980, с Enzo Jannacci)
- Milva International (1980)
- Ich hab' keine Angst (1981, с Вангелисом, немецкая версия альбома)
- Moi, je n’ai pas peur (1981, с Вангелисом, французская версия альбома])
- Das Konzert (1982, live)
- Immer mehr (1982)
- Milva e dintorni (1982, с Франко Баттиато)
- Milva e dintorni (1982, с Франко Баттиато, французская версия альбома)
- Die sieben Todsünden der Kleinbürger (1983)
- Identikit (1983)
- Unverkennbar (1983)
- Milva & Астор Пьяццолла — Live at the Bouffes Du Nord (1984, live)
- Corpo a corpo (1985)
- Mut zum Risiko (1985)
- Geheimnisse (1986, с Вангелисом)
- Tra due sogni (1986, с Вангелисом)
- Milva Canta Della Giapponesi (1987)
- Das Beste Milva Live (1988)
- Milva (1988)
- Unterwegs nach Morgen (1988)
- The Threepenny Opera (1989) as Pirate Jenny
- Svegliando l’amante che dorme (1989, с Франко Баттиато)
- Una storia inventata (1989, с Франко Баттиато, немецкая версия альбома)
- Una historia inventada (1989, с Франко Баттиато, испанская версия альбома)
- Ein Kommen und Gehen (1990)
- Gefühl & Verstand (1991)
- Milva Dramatic Recital (Best Live in Japan) (1992, live)
- Milva History 1960—1990 (1992)
- Uomini addosso (1993)
- Cafè Chantant (1994)
- La storia di Zaza (1994)
- Dein ist mein ganzes Herz (Milva & Джеймс Ласт (1994)
- Volpe d’amore (Milva sings Thanos Mikroutsikos) (1994)
- Tausendundeine Nacht (1995)
- Fammi Luce (Milva ha incontrato Shinji (Tanimura) (1996)
- Milva Canta un Nuovo Brecht (1996)
- Mia Bella Napoli (1997)
- El Tango de Астор Пьяццолла live in Japan (1998)
- Stark sein (1999)
- Artisti (2001)
- La chanson française (2004)
- Milva canta Merini (стихи Alda Merini, музыка Giovanni Nuti (2004))
- In territorio nemico (стихи и музыка Giorgio Faletti (2007)
- Non conosco nessun Patrizio (музыка Франко Баттиато (2010)
- La variante di Lüneburg (2011)
- Der Mensch, der dich liebt (single) (2012)
- Milva (3 CD, ремастеринг-компиляция лучших песен, неизданного и выпущенного только на виниле) (2016)

### Некоторые песни
- 1960 Flamenco Rock
- 1960 Les Enfants du Pirée (Uno a te uno a me)
- 1960 Milord
- 1960 Arlecchino gitano
- 1961 Il mare nel cassetto
- 1961 Al di la
- 1961 Tango della gelosia
- 1961 Venise que j’aime, Жан Кокто
- 1961 Il primo mattino del mondo
- 1961 Et maintenant
- 1962 Tango italiano
- 1962 Quattro vestiti, Эннио Морриконе
- 1962 Stanotte al luna park
- 1962 La risposta della novia
- 1962 Abat-jour
- 1963 Ricorda
- 1963 Non sapevo
- 1963 Balocchi e Profumi
- 1963 Tango delle capinere
- 1965 Bella ciao
- 1966 Nessuno di voi
- 1966 Blue Spanish Eyes
- 1966 Little man
- 1966 Tamburino ciao
- 1967 Dipingi un mondo per me
- 1968 Canzone, Дон Баки
- 1969 Un Sorriso
- 1970 Iptissam
- 1970 Canzoni di Edith Piaf
- 1971 Surabaya Johnny
- 1971 La Filanda (её самая продаваемая песня)
- 1972 E` per colpa tua
- 1973 Da troppo tempo
- 1974 Monica delle bambole
- 1975 Libertà
- 1977 Non piangere più Argentina Эндрю Ллойд Уэббер
- 1978 Zusammenleben
- 1979 Typisch Mann
- 1980 La Rossa, Enzo Jannacci
- 1981 Alexanderplatz, Франко Баттиато
- 1981 Poggibonsi, Франко Баттиато
- 1981 Ich hab keine Angst, Вангелис
- 1981 Du hast es gut
- 1982 Immer mehr
- 1982 Wieder mal
- 1983 Hurra, wir leben noch
- 1985 Die Kraft unserer Liebe
- 1985 Nein ich ergeb mich nicht
- 1985 Marinero
- 1986 Du gibst mir mehr (Canto a Lloret)
- 1988 Wenn der Wind sich dreht
- 1988 Komm zurück zu mir
- 1989 Potemkin, Франко Баттиато
- 1990 Sono felice
- 1990 Ein Kommen und Gehen
- 1992 Ich weiß es selber nicht genau
- 1993 Mein Weg mit dir
- 1993 Uomini addosso
- 1993 "Covalli Bradi" ("Кони привередливые"), Владимир Высоцкий
- 1994 Caruso, Лучо Далла
- 1995 Tausendundeine Nacht
- 1995 Flauten & Stürme
- 1998 Rinascerò, Астора Пьяццолла
- 2004 Sona Nata il 21 a Primavera, Альда Мерини и Giovanni Nuti
- 2007 The show must go on (стихи и музыка Giorgio Faletti)
- 2010 Non conosco nessun Patrizio, Франко Баттиато
- 2012 Der Mensch, der Dich Liebt, S. Merlin и K. Kenan

## Фильмография
- La bellezza d’Ippolita (в русском прокате «Красота Ипполиты»), реж. Giancarlo Zagni (1962) — Адриана (Adriana)
- Canzoni a tempo di twist, реж. Stefano Canzio (1962)
- D’amore si muore, реж. Carlo Carunchio (1972) — Лейла (Leyla)
- Via degli specchi (в русском прокате «Улица зеркал»), реж. Giovanna Gagliardo (1982) — Вероника (Veronica)
- Mon beau-frere a tue ma soeur (в русском прокате «Мой зять убил мою сестру»), реж. Jacques Rouffio (1986) — Рената Палоцци (Renata Palozzi)
- Wherever You Are… (в русском прокате «Если ты где-нибудь есть…»), реж. Krzysztof Zanussi (1988) — жена итальянского дипломата
- Prisonnières, реж. Charlotte Silvera (1988) — Люси Джером (Lucie Germon)
- Amaurose, реж. Dieter Funk (1991)
- Celluloide (в русском прокате «Целлулоид»), реж. Carlo Lizzani (1995)